# Springer Peak
Der Springer Peak ist ein 1460 m hoher Felsgipfel im Ellsworthgebirge des westantarktischen Ellsworthlands. In der Heritage Range ragt er am nördlichen Ende der Webers Peaks auf.
Der United States Geological Survey kartierte ihn anhand eigener Vermessungen und Luftaufnahmen der United States Navy aus den Jahren von 1961 bis 1966. Das Advisory Committee on Antarctic Names benannte ihn im Jahr 1966 nach Michael J. Springer, der in den Sommermonaten zum Jahreswechsel 1965/1966 an der Erstellung von Luftaufnahmen der United States Navy über dem Marie-Byrd-Land und dem Ellsworthland beteiligt war.